# Coca Cola (singolo)
Coca Cola è un singolo della rapper italiana Chadia Rodríguez, pubblicato il 21 giugno 2019.

## Tracce
1. Coca Cola – 3:16